# وسام إدينجتون
تم منح وسام إدينجتون من قبل الجمعية الفلكية الملكية للانجازات في الفيزياء الفلكية النظرية. منحت الجائزة الأولى في عام 1953، وتواتر الجائزة يختلف على مر السنين، في بعض الأحيان يجري كل سنة، أو سنتين أو ثلاث سنوات. ومنذ عام 2013 تم منحها سنويًا.

## الحاصلين عليها
- 1953 جورج لومتر[1]
- 1955 هندريك سي فان دي هولست[2]
- 1958 هوراس بابكوك[3]
- 1959 جيمس ستانلي[4]
- 1960 روبرت ديسكور أتكينسون[5]
- 1961 هانز بيته[6]
- 1962 أندريه لالالماند[7]
- 1963 آلن سانديغ، مارتن شوارزشيلد[8]
- 1964 هربرت فريدمان، ريتشارد توسي[9]
- 1965 روبرت باوند، Glen A. Rebka  [لغات أخرى]‏[10]
- 1966 روبرت ويلدت[11]
- 1967 روبرت إف كريستي[12]
- 1968 روبرت هانبري براون، ريتشارد كوينتين تويس[13]
- 1969 أنتوني هيويش[14]
- 1970 Chūshirō Hayashi[15]
- 1971 Desmond George King-Hele  [لغات أخرى]‏[16]
- 1972 باول ليدوكس[17]
- 1975 ستيفن هوكينج، روجر بنروز[18]
- 1978 وليام فاولر[19]
- 1981 جيم بيبلز[20]
- 1984 Donald Lynden-Bell[21]
- 1987 Bohdan Paczyński[22]
- 1990 Icko Iben[23]
- 1993 ليون ميستل[24]
- 1996 آلان غوث
- 1999 روجر بلاندفورد
- 2002 دوغلاس غوغ[25]
- 2005 Rudolph Kippenhahn[26]
- 2007 إيغور نوفيكوف[27]
- 2009 جيمس إي. برينغل[28]
- 2011 جيل شابرييه[29]
- 2013 جيمس بيني[30]
- 2014 أندرو كينغ (أستاذ جامعي)[31]
- 2015 راشد سنييف[32]
- 2016 Anthony Bell[33]
- 2017 كاثرين جين كلارك[34]
- 2018 Claudia Maraston[35]